# De valse kameel
De valse kameel (oorspronkelijke titel: De valse kemel) is de titel van het 97ste stripverhaal van Jommeke. De reeks wordt getekend door striptekenaar Jef Nys.

## Verhaal
Op een dag belt een vreemdeling aan bij Jommeke. Jommeke, de onvermoeibare held is tot ver buiten de landsgrenzen bekend, want de vreemdeling vraagt hem in het Midden-Oosten een gevaarlijke opdracht uit te voeren. De mysterieuze man wil echter pas details kwijt over de opdracht als ze ter plaatse zijn. Jommeke en Filiberke hebben altijd wel zin in een avontuur. Ze reizen naar het Midden-Oosten. Daar krijgen ze te horen dat ze de kroon van ene koning Salomo ongezien naar Jeruzalem moeten brengen. Hiermee kan immers bewezen worden dat Salomo wel degelijk de wettige erfgenaam is van de historische heroïsche keizer uit het verleden. Op kamelen trekken ze de dorre woestijn in voor een lange tocht.
Doch Sara Jarabees, die de kroon wil bemachtigen, onderneemt allerlei pogingen om Jommeke en Filiberke te kunnen dwarsbomen. Maar al deze pogingen mislukken want ze kan de kroon niet vinden. Tot slot geraken ze in Jeruzalem en kunnen de kroon aan koning Salomo geven. Slim Jommeke vertelt zijn geheimpje: hij had de kroon verstopt in een valse tweede bult bij een dromedaris zodat deze op een kameel leek. Kamelen hebben immers twee bulten en een dromedaris één bult.

## Achtergronden bij het verhaal
- Oorspronkelijk was de titel van dit stripalbum "De valse kemel", later is dit veranderd naar "De valse kameel".